# جوش بودن
جوش بودن هو لاعب كرة القدم الكندية كندي، ولد في 12 ديسمبر 1986 في فانكوفر في كندا.

## وصلات خارجية
- جوش بودن على موقع JustSportsStats.com (الإنجليزية)